# 二線路通り

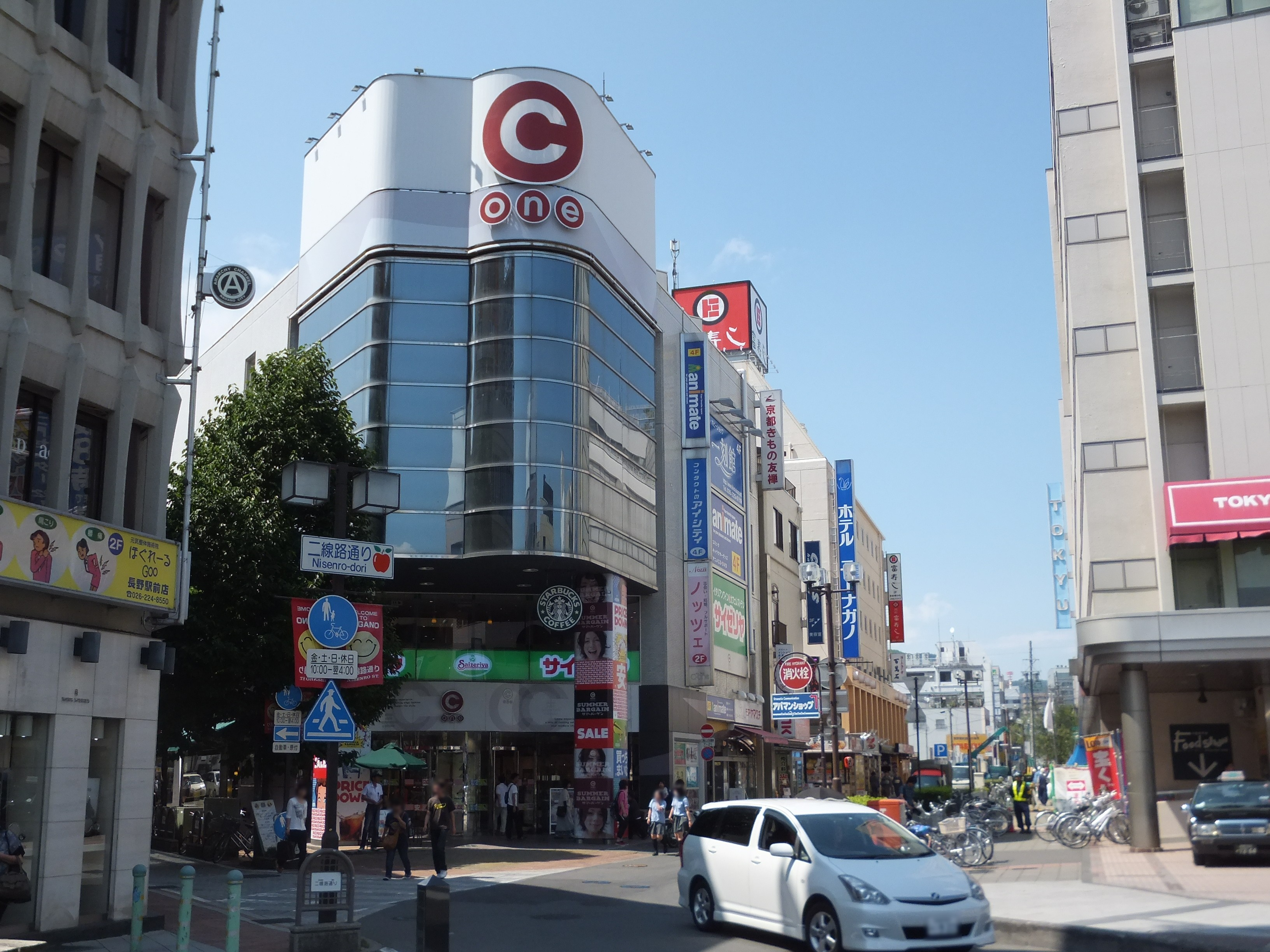
二線路通り長野駅側入口（C-one手前の並木道が二線路通り）

二線路通り（にせんろどおり）は、長野県長野市の長野駅前と中央通り（善光寺表参道）とを結ぶ街路の通称。全線が長野市道長野西202号線である。
1888年（明治21年）の長野駅開業に際し、街路整備の一環として駅前から放射状に建設された道路のうち「（第）二線路」に当たったことが名称の由来である。なお、一線路は現在の末広通り、三線路は現在の千歳町通りにあたるが、専ら末広町・千歳町という町名で呼ばれ、「一線路」「三線路」という呼称は廃れている。一方で、二線路にも石若町（いしわかちょう）という町名がつけられたものの、こちらは逆に町名が廃れ、「二線路」の呼称が残ることとなった。
細街路だがカラー舗装や電線類地中化なども行われている。駅前の商業集積（ながの東急百貨店・C-one・ステーションビルMIDORIなど）と中央通りの商業集積（西友など）を結ぶ形態であり、また千石街と呼ばれる歓楽街へのアクセスルートにもなることから終日多くの通行人で賑わう。
車両の通行は一部時間帯を除き可能だが、中央通り方面への一方通行である。

## 交差する道路
- 長野駅北交差点（南千歳一丁目）
  - 長野市道（長野大通り）
  - 長野市道（千歳町通り）
- （南石堂町付近）
  - 長野市道（中央通り）
  - 長野市道（千石街）

## 沿道
- JR東日本・長野電鉄・しなの鉄道 長野駅
- ながの東急百貨店（本館）
- 金龍ビル
  - 金龍飯店
- My Town C-one
  - スターバックスコーヒー 長野駅前店
  - LIVE HOUSE J
- SUBWAY 長野二線路通り店
- セブン-イレブン 長野二線路通り店
- ドーミーイン長野
- パティオNISENRO
- 西友南石堂店（旧長野石堂店の建物解体後、2021年6月10日に建て替えられたグラディス南石堂1階にオープン）[2]